# Longa (musik)

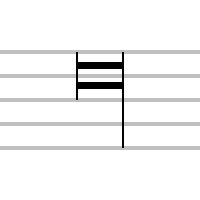
Modern longanot.

Longa (av latinets lång) en beteckning inom mensuralnotationen för att beteckna dubbel längd mot en brevisnot. Fram till 1450 tecknades longa som en svart rektangel med lodrätt streck (cauda) i ena hörnet men blev därefter ofylld. 
Longa förekommer även sällsynt i modern notskrift.